# Sardegna Open 2021
Sardegna Open 2021 byl tenisový turnaj mužů na profesionálním okruhu ATP Tour, hraný v cagliarském tenisovém klubu na otevřených antukových dvorcích. Probíhal mezi 5. až 11. dubnem 2021 v sardinské metropoili Cagliari jako druhý ročník turnaje.
Turnaj se řadil do kategorie ATP Tour 250. Do dvouhry nastoupilo dvacet osm hráčů a ve čtyřhře startovalo šestnáct párů. Celkový rozpočet činil 408 800 eur. Nejvýše nasazeným hráčem ve dvouhře se stal třicátý druhý tenista světa Daniel Evans z Velké Británie. Jako poslední přímý účastník do singlové soutěže nastoupil 119. hráč žebříčku, Ital Lorenzo Musetti.
Druhý singlový titul na okruhu ATP Tour vybojoval 25letý Lorenzo Sonego. Po patnácti letech se tak stal prvním Italem, jenž vyhrál turnaj na italské půdě. S krajanem Andreou Vavassorim rovněž triumfoval ve čtyřhře.

## Rozdělení bodů
| Soutěž  | vítězové | finalisté | semifinalisté | čtvrtfinalisté | 16 v kole | 32 v kole | Q  | Q2 | Q1 |
| ------- | -------- | --------- | ------------- | -------------- | --------- | --------- | -- | -- | -- |
| dvouhra | 250      | 150       | 90            | 45             | 20        | 0         | 12 | 6  | 0  |
| čtyřhra | 250      | 150       | 90            | 45             | 0         | —         | —  | —  | —  |

### Finanční odměny
| Soutěž                              | vítězové | finalisté | semifinalisté | čtvrtfinalisté | 16 v kole | 32 v kole | Q2      | Q1      |
| ----------------------------------- | -------- | --------- | ------------- | -------------- | --------- | --------- | ------- | ------- |
| dvouhra                             | 40 100 € | 28 750 €  | 20 465 €      | 13 650 €       | 8 770 €   | 5 275 €   | 2 580 € | 1 340 € |
| čtyřhra                             | 14 970 € | 10 730 €  | 7 060 €       | 4 590 €        | 2 690 €   | —         | —       | —       |
| částka ve čtyřhře je uvedena na pár |          |           |               |                |           |           |         |         |

## Dvouhra mužů

### Nasazení
| Stát                           | Hráč                | ATP | Nasazení |
| ------------------------------ | ------------------- | --- | -------- |
| Spojené království             | Daniel Evans        | 29. | 1.       |
| USA                            | Taylor Fritz        | 32. | 2.       |
| Itálie                         | Lorenzo Sonego      | 34. | 3.       |
| Gruzie                         | Nikoloz Basilašvili | 38. | 4.       |
| Německo                        | Jan-Lennard Struff  | 42. | 5.       |
| Austrálie                      | John Millman        | 43. | 6.       |
| Argentina                      | Guido Pella         | 48. | 7.       |
| USA                            | Tommy Paul          | 53. | 8.       |
| Žebříček ATP k 22. březnu 2021 |                     |     |          |

### Jiné formy účasti
Následující hráči obdrželi divokou kartu do hlavní soutěže:
- Federico Gaio
- Thomas Fabbiano
- Giulio Zeppieri

Následující hráči postoupili z kvalifikace:
- Liam Broady
- Marc-Andrea Hüsler
- Jozef Kovalík
- Sumit Nagal

### Odhlášení
před zahájením turnaje
- Jérémy Chardy → nahradil jej  João Sousa
- Cristian Garín → nahradil jej  Federico Coria
- Aslan Karacev → nahradil jej  Lorenzo Musetti
- Thiago Monteiro → nahradil jej  Andrej Martin
- Fernando Verdasco → nahradil jej  Yannick Hanfmann

## Mužská čtyřhra

### Nasazení
| Stát                                                                                    | Hráč            | Stát               | Hráč              | ATP  | Nasazení |
| --------------------------------------------------------------------------------------- | --------------- | ------------------ | ----------------- | ---- | -------- |
| Brazílie                                                                                | Marcelo Melo    | Nizozemsko         | Jean-Julien Rojer | 43.  | 1.       |
| Itálie                                                                                  | Simone Bolelli  | Argentina          | Andrés Molteni    | 133. | 2.       |
| Austrálie                                                                               | Matthew Ebden   | Indie              | Divij Šaran       | 138. | 3.       |
| Spojené království                                                                      | Lloyd Glasspool | Spojené království | Jonny O'Mara      | 165. | 4.       |
| Žebříček ATP k 22. březnu 2021; číslo je součtem žebříčkového postavení obou členů páru |                 |                    |                   |      |          |

### Jiné formy účasti
Následující páry obdržely divokou kartu do hlavní soutěže:
- Jacopo Berrettini /  Matteo Berrettini
- Andrea Pellegrino /  Giulio Zeppieri

Následující pár nastoupil do čtyřhry pod žebříčkovou ochranou:
- Roman Jebavý /  Igor Zelenay

### Odhlášení
před zahájením turnaje
- Rajeev Ram /  Joe Salisbury → nahradili je  Harri Heliövaara /  Denys Molčanov
- Jonny O'Mara /  Ken Skupski → nahradili je  Lloyd Glasspool /  Jonny O'Mara

## Přehled finále

### Mužská dvouhra
- Lorenzo Sonego vs.  Laslo Djere, 2–6, 7–6(7–5), 6–4

### Mužská čtyřhra
- Lorenzo Sonego /  Andrea Vavassori vs.  Simone Bolelli /  Andrés Molteni, 6–3, 6–4